# ウッティ発!
『ウッティ発!』（ウッティはつ!）は、2009年8月5日から2014年9月10日まで、テレビ山梨（UTY）で放送されていた山梨ローカルの地域情報番組。ハイビジョン制作。

## 概要
UTYでは2000年1月から2009年3月まで、木曜日の夜にローカル情報番組『UTYウッティな木曜日』が放送されていたが、『総力報道!THE NEWS』の開始に伴うローカル枠移動（木曜日19時台→水曜日20時台）を機に、一旦ゴールデンタイムのローカル番組制作から撤退し、当該枠をTBS制作の『水曜ノンフィクション』同時ネット枠に変更した。
しかし、『水曜ノンフィクション』が2009年6月3日放送分をもって突如打ち切られる。TBS側はつなぎ番組として『激安バラエティー』（現在は終了）を開始させたが、UTYはこの番組をネットせず、つなぎ番組として『水曜ドキュメンタリー』（JNN系列各局が制作した番組を週替わりで放送。一部UTY制作分もあり）を同年6月10日から7月29日まで編成した。
そして新たなローカル番組の制作体制が整ったことから、当番組が開始。約4か月ぶりにゴールデンタイムのローカル番組が復活した。また、この番組から放送時間が64分となり、『ウッティな木曜日』時代より5分拡大された。
番組内容としては、山梨を題材としたドキュメンタリーや、グルメ情報などのバラエティ企画を週替わりで放送する。内容によっては生放送になることもある。また、JNN中部各局が制作する『ニッポンど真ん中!』も放送される。
2010年4月からは、TBS系列のローカル枠移動によって水曜19時台に放送、放送時間も55分間となった（ただし、4月中には特番などで放送が無く、翌5月から放送を再開）。リニューアルにより、新たにコメンテーターとしてDJ JIROが番組に参加。
番組は2014年9月10日をもって5年間の放送に終止符を打ち、同年10月22日より後継の夕方ワイド番組『ウッティタウン6丁目』がスタート。キャスターの黒澤知弘アナは引き続き出演する。放送終了後もスペシャル特番として不定期に放送されることがある。

## 主な出来事
- 2009年8月に放送されたドキュメンタリー作品『わだつみのこえよ永遠に』が、TBS系列で去年制作された自社制作番組の中から、最も優れた作品に贈られるJNNネットワーク大賞を受賞[1]。受賞後の2010年3月に同じ時間枠で再放送されたほか、各系列局でも順次放送された（2010年5月29日、北陸放送など）。また第6回日本放送文化大賞でも関東・甲信越・静岡地区で最優秀賞を獲得、同年11月に単発で改めて再放送された。
- 同年10月7日にはウッティSPとして、サッカーJ2リーグヴァンフォーレ甲府対水戸ホーリーホック戦を19:50から後半のみ生中継をした。県内の地上波テレビ局がヴァンフォーレ戦をゴールデンタイムに生中継をしたのはこれが初である。[2]実況は当番組司会の黒澤知弘だった。
- 2011年4月に放送のドキュメンタリー作品「一枚の写真〜左手一本のシュート〜」は、平成23年日本民間放送連盟賞特別表彰部門「青少年向け番組部門」で最優秀賞を受賞。受賞後の11月に当枠で再放送された。
ここで取り上げられたドキュメンタリーは、『左手一本のシュート-夢あればこそ!脳出血、右半身麻痺からの復活』（島沢優子・著）としてノンフィクション小説となり、さらに、2020年3月14日にBS-TBS20周年記念ドラマ『左手一本のシュート』（中川大志主演）として放送された。
- 2012年1月25日放送のドキュメンタリー作品「孤高の三弦師」でナレーションを担当した同局アナウンサー・小田切いくみが第38回アノンシスト賞の読み・ナレーション部門で優秀賞を受賞。受賞後の同年8月1日に当枠で再放送された。

## 出演者

### 司会
- 黒澤知弘（UTYアナウンサー）

### コメンテーター
- DJ JIRO - 2010年5月から

## 放送時間
- 毎週水曜日 19:50 - 20:54 （2009年8月 - 2010年3月）
- 毎週水曜日 19:00 - 19:55 （2010年5月 - 2014年9月）